# الخرائب (عبس)

تعديل مصدري - تعديل

الخرائب هي إحدى قرى عزلة الوسط بمديرية عبس التابعة لمحافظة حجة، بلغ تعداد سكانها 376 نسمة حسب تعداد اليمن لعام 2004.